# Miguel Augusto Rodríguez
Miguel Augusto Rodríguez (Caracas, Venezuela 1977. október 20. –) venezuelai színész és modell.

## Élete
Miguel Augusto Rodríguez 1977. október 20-án született Caracas-ban. Karrierjét modellként kezdte. 2002-ben szerepet kapott a RCTV Júdás asszonya című telenovellájában. 2010-ben Miamiba utazott, ahol szerepet kapott a Sacrificio de mujerben.

## Filmográfia
| Év        | Eredeti Cím            | Cím                 | Szerep                | Stúdió                                              |
| --------- | ---------------------- | ------------------- | --------------------- | --------------------------------------------------- |
| 2002      | La mujer de Judas      | Júdás asszonya      | Pitercito             | RCTV                                                |
| 2002      | Trapos íntimos         |                     | Chato                 | RCTV                                                |
| 2004      | Estrambótica Anastasia |                     | León Borosfky         | RCTV                                                |
| 2005-2006 | Amor a Palos           | A nők visszavágnak  | Beltrán Ponce de León | RCTV                                                |
| 2007-2008 | Toda una dama          |                     | Lucas Gallardo        | RCTV                                                |
| 2010      | Sacrificio de mujer    |                     |                       | Venevisión                                          |
| 2010      | Si me miran tus ojos   | Határtalan szerelem | Nicolás Bustamante    | Sony Pictures-Laura Visconti Producciones-Venevisón |
| 2010      | Aurora                 | Aurora              | Dr. Williams          | Telemundo                                           |
| 2011      | La Casa de al Lado     | Zárt ajtók mögött   | Omar Blanco           | Telemundo                                           |
| 2012      | ¡Válgame Dios!         |                     | Eulogio Parra         | Venevisión                                          |
| 2013      | De todas maneras Rosa  |                     | Eduardo Revete        | Venevisión                                          |

## Fordítás
- Ez a szócikk részben vagy egészben  a   Miguel Augusto Rodríguez című spanyol Wikipédia-szócikk fordításán alapul.  Az eredeti cikk szerkesztőit annak laptörténete sorolja fel. Ez a jelzés csupán a megfogalmazás eredetét és a szerzői jogokat jelzi, nem szolgál a cikkben szereplő információk forrásmegjelöléseként.